# Gustavo Fernández (quần vợt)
Gustavo Fernández (sinh ngày 20 tháng 1 năm 1994) là một vận động viên quần vợt xe lăn chuyên nghiệp người Argentina.

## Cuộc đời
Gustavo Fernández sinh ngày 20 tháng 1 năm 1994 tại Río Tercero, Córdoba, Argentina.
Anh bắt đầu luyện đánh quần vợt xe lăn vào năm anh 13 tuổi.

## Sự nghiệp
Giải lớn đầu tiên mà anh tham gia là Paralympic Mùa hè 2012. Ở nội dung đơn nam, anh đã vào đến tứ kết khi anh thua Stéphane Houdet sau 3 set. Còn ở đôi nam, anh cùng Agustin Ledesma đã bị loại ở vòng một.

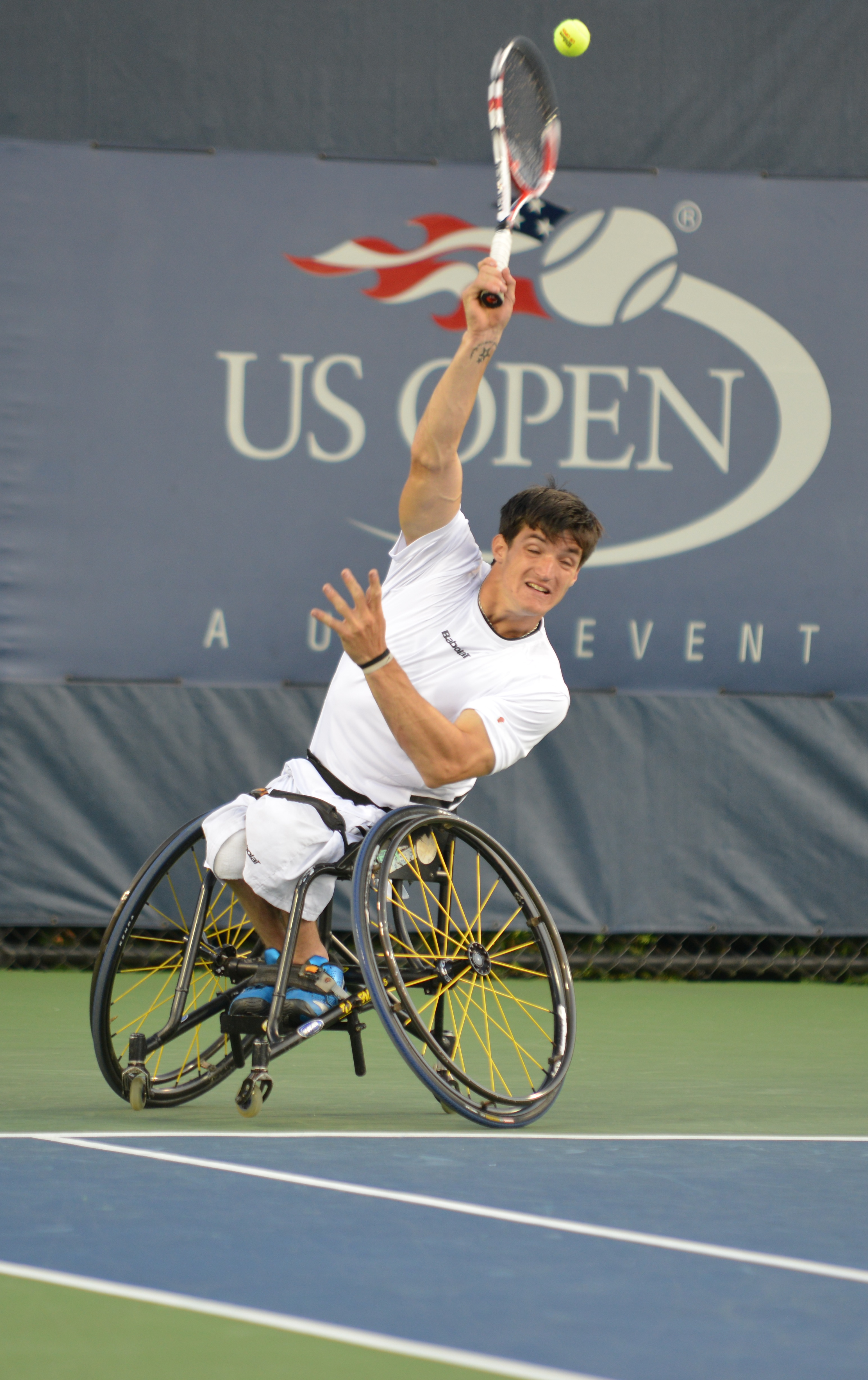
Fernandez tại Giải quần vợt Mỹ Mở rộng 2013.

Anh đã lọt vào vòng chung kết Mỹ Mở rộng 2013. Trong trận chung kết, anh thua Houdet.
Thành công lớn đầu tiên của anh là chức vô địch Wimbledon 2015 ở nội dung đôi nam xe lăn. Trong trận chung kết, anh và Nicolas Peifer đã đánh bại Gordon Reid và Michael Jeremiasz sau 3 set, 7-5, 5-7, 6-2.

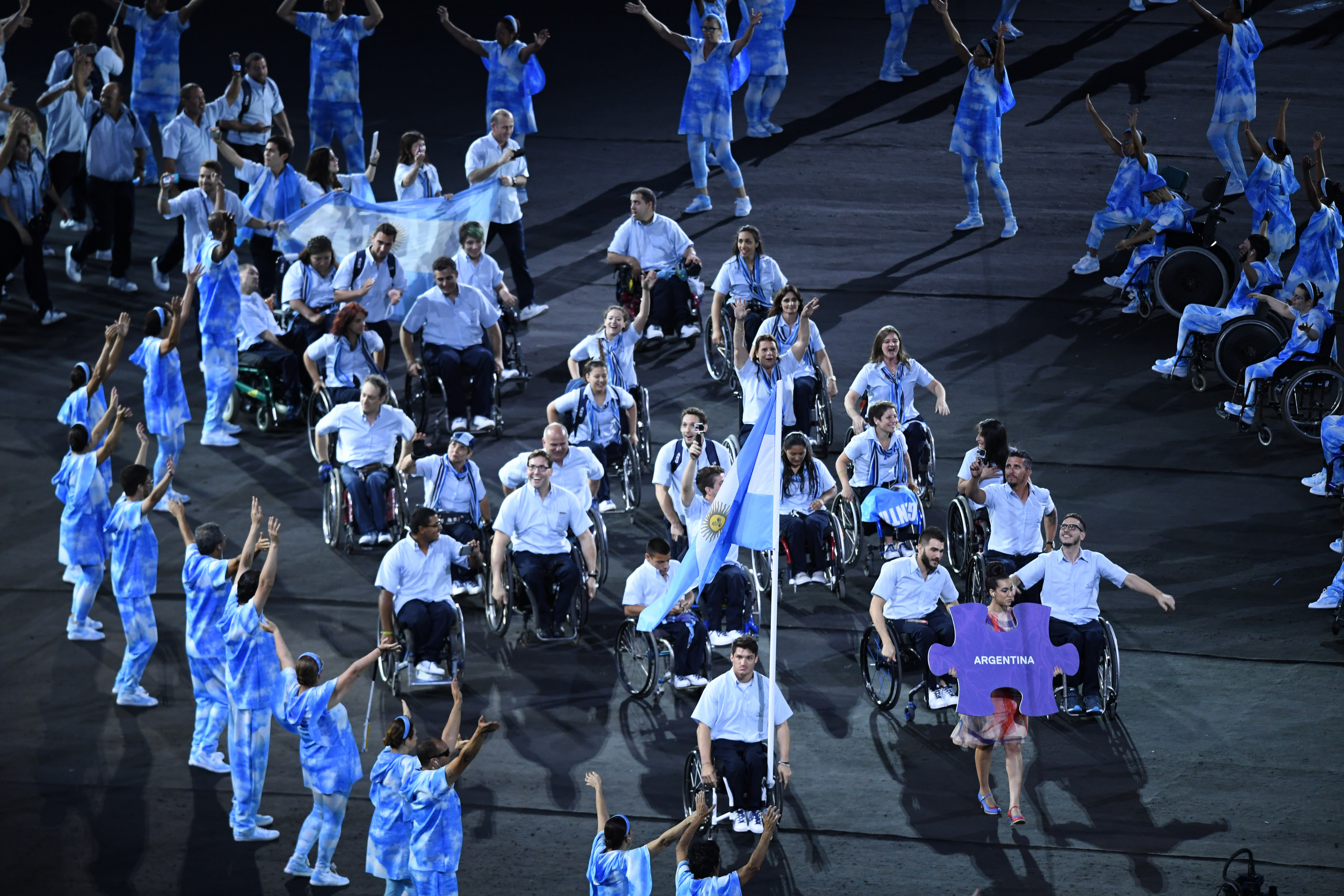
Gustavo Fernández tại Thế vận hội mùa hè dành cho người khuyết tật 2016.

Thành công tiếp theo của anh là vô địch nội dung đơn nam xe lăn Pháp Mở rộng 2016. Trong trận chung kết, anh đã thắng Gordon Reid sau 2 set, 7–6 (7-4), 6–1. Đây là danh hiệu đơn đầu tiên của anh. Cũng vào năm 2016, anh và Ledesma đã vào tới vòng tứ kết Paralympic 2016. Tại vòng tứ kết, họ đã thua Houdet và Peifer. Còn tại nội dung đơn, anh cũng vào tứ kết khi anh thua Reid.
Anh đã vô địch Úc Mở rộng 2017 ở nội dung đơn nam xe lăn sau khi đánh bại Nicolas Peifer sau 3 set, 3-6, 6-2, 6-0.

## Danh hiệu

### Đơn
- Giải quần vợt Pháp Mở rộng 2016
- Giải quần vợt Úc Mở rộng 2017

### Đôi
- Giải quần vợt Wimbledon 2015